# ルートヴィヒ・ホフマン
ルートヴィヒ・ホフマン（Ludwig Hoffmann, 1925年6月11日 - 1999年8月5日）は、ドイツ出身のピアノ奏者。

## 生涯
ベルリンの生まれ。1945年からウィーンでパウル・ヴァインガルテン、1948年からベルリンでリヒャルト・レスラー、1950年からケルンでハンス＝オットー・シュミット＝ノイハウスの各氏にピアノを師事し、マルグリット・ロンやアルトゥーロ・ベネデッティ・ミケランジェリのマスター・クラスにも参加した。1947年にはヴァイマルからリスト賞を贈られている。1954年から国際的な演奏活動を始め、イングリット・ヘブラーとのデュオでも活躍した。1970年から1991年までミュンヘン音楽院のピアノ科教授を務めた。
ミュンヘン近郊グリューンヴァルトにて死去。